# Screwdriver

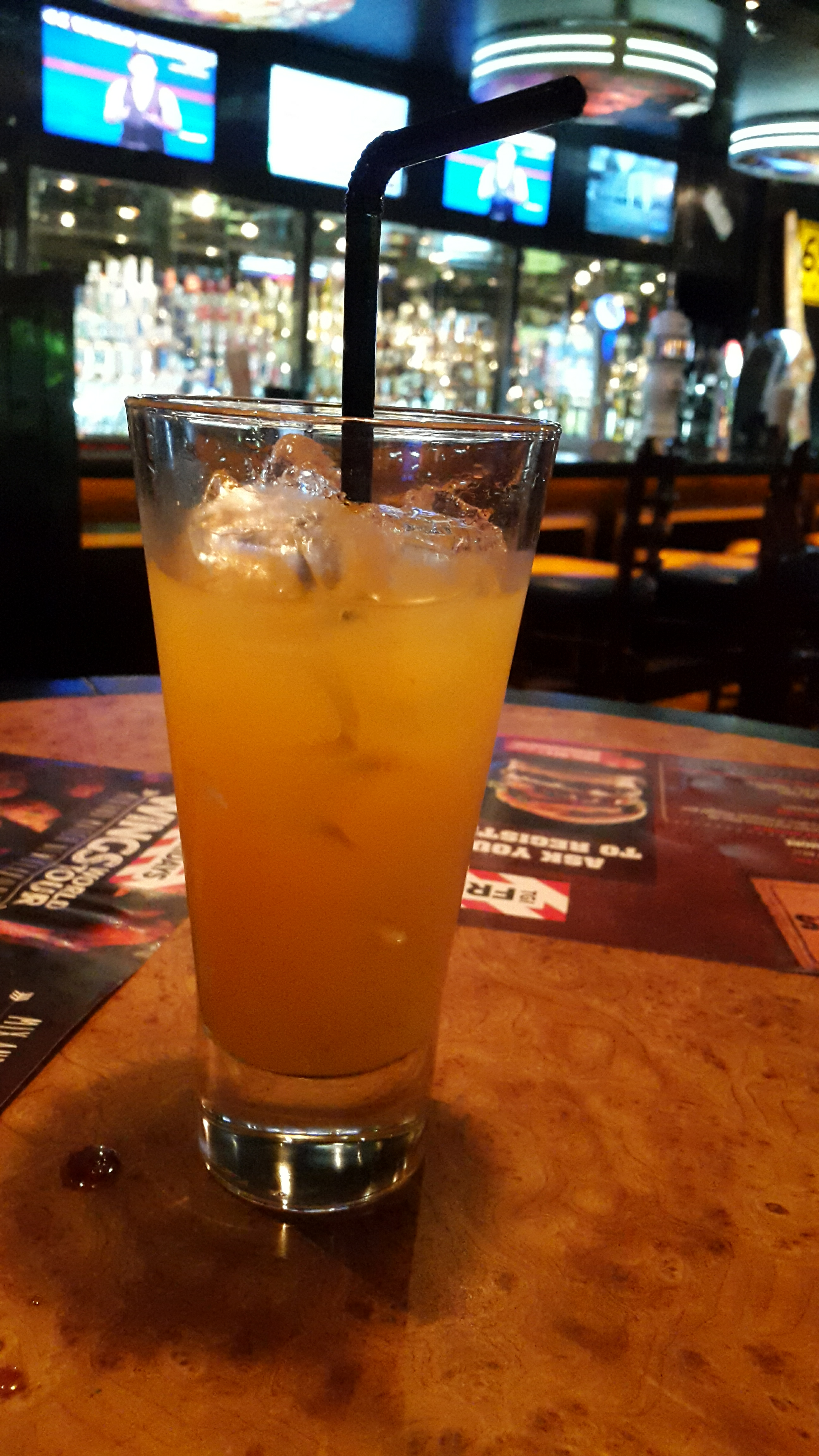
Een screwdriver

De screwdriver (Engels voor schroevendraaier) is een longdrinkcocktail. Deze is waarschijnlijk ergens in de jaren 40 ontstaan. Het is een mengsel van wodka en vers geperst sinaasappelsap. Het is dus eigenlijk een mixdrank. Volgens een theorie is de naam ontstaan onder Amerikaanse expats die in de Iraanse olie-industrie werkten.
Zij zouden hun schroevendraaiers gebruikt hebben om de cocktail te mengen.

## Varianten
- Creamy screwdriver, dit is dezelfde cocktail maar dan met een eidooier en een theelepel suikerstroop erdoor.
- Slow screw, hierin wordt de wodka vervangen door brandewijn.
- Orange Blossom, hierbij wordt de wodka vervangen door gin.